# Баевский, Роман Маркович
Рома́н Ма́ркович Бае́вский (3 августа 1928, Днепропетровск, УССР — 31 мая 2020, Москва, Россия)
— советский и российский учёный, доктор медицинских наук, профессор, заслуженный деятель науки Российской Федерации, главный научный сотрудник Государственного научного центра РФ — Института медико-биологических проблем РАН, академик Международной академии информатизации, член-корреспондент Международной академии астронавтики, член Европейского общества неинвазивной кардиодинамики, член редколлегии журналов «Функциональная диагностика», «Донозология», «Cardiometry». За участие в космических исследованиях на кораблях «Восток» и на орбитальной станции «МИР» Р. М. Баевский был награждён орденами Красной Звезды и «Знак Почёта»; за проведение научных исследований на Международной космической станции награждён рядом медалей Российской федерации космонавтики, в том числе медалью им. Ю. А. Гагарина   .
Р. М. Баевский известен как один из ведущих специалистов в области космической кардиологии и по методологии физиологических измерений в космосе. Он принимал непосредственное участие в подготовке и медицинском обеспечении первых космических полётов животных и человека. Большое внимание в своей в научной деятельности Р. М. Баевский уделял развитию учения о здоровье. Используя опыт исследования космонавтов, он разработал принципиально новый подход к оценке состояний, пограничных между нормой и патологией (донозологическая диагностика), который получил широкое признание.
Р. М. Баевский является автором и соавтором более 500 научных работ, включая 18 монографий, 14 патентов.

## Биография
С 1946 по 1951 г. учился в Свердловском медицинском институте, где и подготовил свою первую научную работу, посвящённую применению электрокардиографии для раздельной оценки функционального состояния левых и правых отделов сердца. В 1951 г. был призван в армию и поступил на военно-медицинский факультет Саратовского медицинского института, который окончил с отличием в 1952 г..
Затем работал на Дальнем Востоке и о. Сахалин в авиационных частях, где создал портативный баллистокардиограф для исследования лётчиков до и после полётов непосредственно на аэродроме.
В 1957 г. он поступил в адъюнктуру Военно-медицинской академии в Ленинграде, которую закончил в 1959 г. с защитой кандидатской диссертации.  
В 1959 году в чине капитана медицинской службы был назначен младшим научным сотрудником в Институт Космической Медицины, где занимался подготовкой научной аппаратуры для исследования животных в полёте на 3-м искусственном спутнике Земли.
С марта 1964 г. Баевский работал в Институте медико-биологических проблем, где он в том же году организовал лабораторию медицинской кибернетики, в которой проводятся работы над развитием метода математического анализа сердечного ритма, впервые использованного вовремя полётов на кораблях «Восток» и «Восход». В 1964 году проводится экспериментальная операция пересадки сердца (у собак), которая выявила важные закономерности: наличие двухконтурного управления сердечным ритмом — автономного контура нервной регуляции через парасимпатическую систему и центрального контура нейрогуморальной регуляции через симпатический отдел вегетативной нервной системы. В 60-е годы им был предложен метод анализа вариабельности ритма сердца (ВСР) для изучения вегетативной регуляции кровообращения в условиях космического полета. 
В основу докторской диссертации Р. М. Баевского легла разработка физиологических методов для использования на борту космических аппаратов, а в 1965 г. выпускается монография, посвященная данной теме «Физиологические методы в космонавтике».
В 1966 г. в Москве под руководством академика В. В. Парина, и доктора медицинских наук Р. М. Баевского была организована первая конференции по математическому анализу сердечного ритма.
В последующие годы Баевский продолжал заниматься развитием космической кардиологии и, в частности, комплексных исследований адаптации сердечно-сосудистой системы к условиям длительной невесомости. Под руководством Баевского в конце 1970-х и начале 1980-х годов на орбитальных станциях «Салют» и «Мир» были впервые использованы такие методы как динамическая электрокардиография, баллистокардиография, сейсмокардиография, а также метода бесконтактной баллистокардиографии для медицинского контроля за космонавтами в ночное время суток.. Начиная с 2000-х, годов под его руководством осуществляются исследования вегетативной регуляции сердечно-сосудистой и дыхательной систем на Международной космической станции. С 2007 по 2012 гг. у всех Российских членов экипажей ежемесячно проводились эксперименты «Пневмокард» и «Сонокард».

## Работы, патенты
Р. М. Баевским были впервые в космосе проведены исследования координации движений при письме и ручная динамография у экипажа корабля «Восход-1». Р. М. Баевский стоял у истоков космической телемедицины, организовав в начале 60-х годов первый центр приема медицинской телеметрической информации. Под руководством профессора Р. М. Баевского на орбитальных станциях «Салют» и «Мир» впервые в мире были проведены 24-х часовые записи электрокардиограммы (Холтеровское мониторирование) и выполнено несколько серий баллистокардиографических исследований..
Считается, что в СССР наиболее существенный вклад в изучение ВСР внесли Д. Жемайтите и Р. М. Баевский. Так, концепция о системе кровообращения как индикаторе адаптационной деятельности организма, сформулированная В. В. Париным в 1967 г., была углублённо разработана Р. И. Баевским, который использовал математический анализ ритма сердца, регистрируемых в условиях стресса. Разработанная Р. И. Баевским методика позволяет проводить оперативную динамическую оценку степени напряжённости регуляторных механизмов человеческого организма в условиях стрессовых нагрузок. В 1998 г. — под руководством Баевского изобретён отечественный прибор для анализа ВСР «Варикард». Баевский является автором ряда статей, опубликованных в научных журналах по проблемам анализа ВСР.
Одно из ведущих мест в научной деятельности P. M. Баевского занимает развитие учения о здоровье. Используя опыт исследования космонавтов он разработал принципиально новый подход к оценке уровня здоровья, который получил название «донозологической диагностики» (этот новый термин вошёл в Большую Медицинскую Энциклопедию (1978). Теме исследований состояний, пограничных между нормой и патологией (донозологических состояний) он посвятил несколько монографий.
Под руководством Баевского создан ряд автоматизированных систем для массового обследования населения. В 1981-82гг. была разработана первая передвижная лаборатория для экспресс-оценки состояния здоровья «Автосае-82», в которой использовались аналоги бортовых систем медицинского контроля.
Р. И. Баевский является автором ряда патентов; например:
- Способ оценки риска развития донозологических, преморбидных и патологических состояний в длительном космическом полете (патент 2448644)[7]
- Способ комплексной оценки функционального состояния организма при стрессовых воздействиях (патент 2510621)
- Способ оценки адаптационного риска в донозологической диагностики (патент 2586041)[7]

## Публикации Р. М. Баевского

### Книги
1. 1 2  Коллектив авторов. Методы и приборы космической кардиологии на борту Международной космической станции / Баевский Р. М., Орлов О.. — М.: Litres, 2019. — ISBN 9785041541880.
2. 1 2 3  Баевский Р. М., Берсенева А. П. Введение в донозологическую диагностику. — М.: Слово, 2008. — 174 с. — 1000 экз. — ISBN 978-5-900228-77-8.
3. ↑  Парин В. В., Баевский Р. М. Введение в медицинскую кибернетику. — М.: Медицина, 1966. — 300 с.
4. ↑  Парин В. В., Баевский Р. М., Волков Ю. Н., Газенко О. Г. Космическая кардиология. — Л.: Медицина, 1967. — 228 с.
5. 1 2  Баевский Р. М. Прогнозирование состояний на грани нормы и патологии. — М.: Медицина, 1979. — 205 с.
6. ↑  Баевский Р. М., Кириллов О. И., Клецкин С. З. Математический анализ изменений сердечного ритма при стрессе / Отв. ред. Е. И. Соколов. — М.: Наука, 1984. — 221 с.
7. 1 2  Баевский Р. М., Берсенева А. П. Оценка адаптационных возможностей организма и риск развития заболеваний. — М.: Медицина, 1997. — 236 с.
8. ↑  Григорьев А. И., Баевский Р. М. Концепция здоровья и проблема нормы в космической медицине. — М.: Слово, 2001. — 92 с. — ISBN 5-900228-20-7.
9. ↑  Бреус Т. К., Чибисов С. М., Баевский Р. М., Шебзухов К. В.. Хроноструктура ритмов сердца и факторы внешней среды. — М.: Издательство Российского университета дружбы народов; Полиграф сервис, 2002. — 232 с. — ISBN 5-209-01404-5.
10. ↑  Григорьев А. И., Баевский Р. М., Галеева Н. Ю. Василий Васильевич Парин и его роль в развитии космической физиологии и медицины. — М.: Слово, 2004. — 167 с. — ISBN 5-900228-37-1.
11. ↑  Баевский Р. М. Физиологические методы в космонавтике. — М.: Наука, 1965. — 299 с.
12. ↑  Казначеев В. П., Баевский Р. М., Берсенева А. П.. Донозологическая диагностика в практике массовых обследований населения. — Л.: Медицина, 1980. — 226 с.
13. ↑  Баевский Р. М., Григорьев А. И. Концепция здоровья и космическая медицина. — М.: Слово, 2007. — 208 с.

### Статьи
1. 1 2  Баевский Р. М. и др. Холтеровское мониторирование в космической медицине: анализ вариабельности сердечного ритма // Вестник аритмологии. — 2000. — № 16. — С. 6—16.
2. 1 2  Баевский Р. М. и др. Анализ вариабельности сердечного ритма при использовании различных электрокардиографических систем (часть 1) // Вестник аритмологии. — 2001. — № 24. — С. 65—87.
3. 1 2  Баевский Р. М. Анализ вариабельности сердечного ритма: история и философия, теория и практика // Клиническая информатика и телемедицина. — 2004. — № 1. — С. 54—64.
4. ↑  Баевский Р. М., Иванов Г. Г. Вариабельность сердечного ритма: теоретические аспекты и возможности клинического применения // Ультразвуковая и функциональная диагностика. — 2001. — № 3. — С. 108—127.